# Challenge Ameryk w Curlingu 2019
Challenge Ameryk w Curlingu 2019 – turniej, który odbył się w dniach 28–30 listopada 2019 w amerykańskim Minneapolis.
Był to siódmy challenge Ameryk w curlingu. Po raz drugi rywalizowały w nim kobiety. Na turnieju zadebiutowała reprezentacja Meksyku.

## System rozgrywek
Wszystkie reprezentacje rozegrały ze sobą po dwa mecze.

## Kobiety

### Reprezentacje
| Państwo           | Czwarta                 | Trzecia          | Druga             | Otwierająca     | Rezerwowa         |
| ----------------- | ----------------------- | ---------------- | ----------------- | --------------- | ----------------- |
| Brazylia          | Anne Shibuya            | Luciana Barrella | Alessandra Barros | Isis Oliveira   | -                 |
| Meksyk            | Adriana Camarema Osorno | Angelica Perez   | Estefana Quintero | Monica Tompkins | -                 |
| Stany Zjednoczone | Tabitha Peterson        | Becca Hamilton   | Tara Peterson     | Aileen Geving   | Natalie Nicholson |

pogrubieniem oznaczono skipów.

### Wyniki
Brazylia -  Meksyk 6:8

 Stany Zjednoczone -  Brazylia 8:4

 Stany Zjednoczone -  Meksyk 11:3

 Brazylia -  Meksyk 7:8

 Stany Zjednoczone -  Brazylia 10:2

 Stany Zjednoczone -  Meksyk 13:1

### Klasyfikacja końcowa
|  | Kwalifikacja na Mistrzostwa Świata Kobiet 2020 |
|  | Kwalifikacja na World Qualification Event 2020 |

|   | Państwo           | Skip                    |
| - | ----------------- | ----------------------- |
| 1 | Stany Zjednoczone | Tabitha Peterson        |
| 2 | Meksyk            | Adriana Camarema Osorno |
| 3 | Brazylia          | Anne Shibuya            |

## Mężczyźni

### Reprezentacje
| Państwo           | Czwarty                 | Trzeci               | Drugi             | Otwierający    | Rezerwowy     |
| ----------------- | ----------------------- | -------------------- | ----------------- | -------------- | ------------- |
| Brazylia          | Marcelo Cabral de Mello | Michael Kraehenbuehl | Scott McMullan    | Filipe Nunes   | Ricardo Losso |
| Meksyk            | Diego Tompkins          | Ramy Cohen Masri     | Ismael Abreu Saro | Mateo Tompkins | -             |
| Stany Zjednoczone | Greg Persinger          | Rich Ruohonen        | Colin Hufman      | Philip Tilker  | Tyler George  |

pogrubieniem oznaczono skipów.

### Wyniki
Brazylia -  Meksyk 2:8

 Stany Zjednoczone -  Brazylia 13:1

 Stany Zjednoczone -  Meksyk 13:1

 Brazylia -  Meksyk 2:7

 Stany Zjednoczone -  Brazylia 11:3

 Stany Zjednoczone -  Meksyk 9:5

### Klasyfikacja końcowa
|  | Kwalifikacja na Mistrzostwa Świata Mężczyzn 2020 |
|  | Kwalifikacja na World Qualification Event 2020   |

|   | Państwo           | Skip                    |
| - | ----------------- | ----------------------- |
| 1 | Stany Zjednoczone | Rich Ruohonen           |
| 2 | Meksyk            | Diego Tompkins          |
| 3 | Brazylia          | Marcelo Cabral de Mello |